# Positive Vibrations
Albums de Ten Years After
Recorded Live
(1973) About Time
(1989)
Positive Vibrations est le huitième album studio du groupe de blues rock britannique Ten Years After, sorti en avril 1974. Le groupe se sépare la même année.
L'album s'est classé 81e aux États-Unis.

## Titres
Toutes les chansons sont d'Alvin Lee, sauf Going Back to Birmingham, une reprise de Little Richard.

### Face 1
1. Nowhere to Run – 4:02
2. Positive Vibrations – 4:20
3. Stone Me – 4:57
4. Without You – 4:00
5. Going Back to Birmingham – 2:39

### Face 2
1. It's Getting Harder – 4:24
2. You're Driving Me Crazy – 2:26
3. Look into My Life – 4:18
4. Look Me Straight into the Eyes – 6:20
5. I Wanted to Boogie – 3:36

## Musiciens
- Alvin Lee : chant, guitare
- Chick Churchill : orgue
- Leo Lyons : basse
- Ric Lee : batterie